# Angelo Furlan
Pour les articles homonymes, voir Furlan.
Angelo Furlan (né le 21 juin 1977 à Arzignano dans la province de Vicence en Vénétie) est un coureur cycliste italien, professionnel de 2001 à 2013.

## Biographie
Angelo Furlan a principalement évolué dans des équipes italiennes au cours de sa carrière. Il a notamment remporté deux succès d'étapes sur le Tour d'Espagne 2002. Il termine deuxième du Paris-Tours 2010.

## Palmarès

### Palmarès amateur
- 1997
  - 2e de la Coppa Ardigò
- 1998
  - Trophée Lampre
  - 2e du Mémorial Roberto Pelusi
  - 3e du Trophée Visentini
- 1999
  - Circuito di Sant'Urbano
  - Trofeo Comune di Piadena
  - 3e de Vicence-Bionde
- 2000
  - La Popolarissima
  - 2e du Circuito di Sant'Urbano

### Palmarès professionnel
- 2001
  - 1re et 2e étape du Tour de Serbie
  - 2e étape du Tour de Pologne
- 2002
  - 17e et 20e étapes du Tour d'Espagne
- 2004
  - Coppa Bernocchi
- 2007
  - 1re étape de l'Étoile de Bessèges
  - 1re étape du Circuit de la Sarthe
- 2008
  - 4e étape de l'Étoile de Bessèges
  - 2e étape du Tour du district de Santarém
  - 3e étape du Tour de Pologne
- 2009
  - 2e étape du Critérium du Dauphiné libéré
  - 2e étape du Tour de Pologne
- 2010
  - 2e de Paris-Tours
- 2011
  - Tallinn-Tartu GP
  - 1re, 4e et 5e étapes du Tour de Serbie
- 2012
  - Fyen Rundt
  - 1re étape du Tour de Chine I (contre-la-montre par équipes)
  - 3e du Himmerland Rundt
  - 3e du Dorpenomloop Rucphen
- 2013
  - 2e étape du Tour d'Estonie

## Résultats sur lesgrands tours

### Tour de France
3 participations
- 2003 : abandon (9e étape)
- 2005 : abandon (12e étape)
- 2009 : abandon (12e étape)

### Tour d'Italie
4 participations
- 2002 : 128e
- 2003 : abandon
- 2004 : 128e
- 2007 : 116e

### Tour d'Espagne
6 participations
- 2002 : 121e et vainqueur des 17e et 20e étapes
- 2003 : 150e
- 2004 : non-partant (9e étape)
- 2005 : abandon (3e étape)
- 2007 : abandon (14e étape)
- 2010 : 136e

## Classements mondiaux
| Année                  | 2006 | 2007 | 2008 | 2009 | 2010 | 2011 | 2012 | 2013 |
| ---------------------- | ---- | ---- | ---- | ---- | ---- | ---- | ---- | ---- |
| Classement ProTour     |      | 219e | 116e |      |      |      |      |      |
| Calendrier mondial UCI |      |      |      | 151e |      |      |      |      |
| UCI America Tour       | 204e |      |      |      |      |      | 361e |      |
| UCI Asia Tour          |      |      |      |      |      |      | 125e | 57e  |
| UCI Europe Tour        | 637e |      |      |      |      | 76e  | 425e | 526e |